# Symposiachrus guttula
El monarca alimoteado (Symposiachrus guttula) es una especie de ave paseriforme de la familia Monarchidae endémica de Nueva Guinea y las islas circundantes.

## Distribución y hábitat
Se encuentra en las islas de Nueva Guinea, Waigeo, Misool, Aru y las islas de la provincia de Milne Bay. Su hábitat natural son las selvas tropicales húmedas de zonas bajas.